# Кристофър Хитчънс
Кристофър Ерик Хитчънс (на английски: Christopher Eric Hitchens), понякога изписвано Хичинс е британско-американски автор, литературен критик и политически журналист.
Известен е с разгорещените дебати на тема религия, обожанието на Томас Джеферсън, Томас Пейн и Джордж Оруел и критиката си на Майка Тереза, Ватикана, Бил Клинтън, Хенри Кисинджър. Конфронтиращият му стил на дебатиране го прави широко популярен и критикуван.
Кристофър е по-големият брат на писателя Питър Хитчънс.

## Биография

### Произход и образование
Родителите му, Ерик Ърнест и Ивон Жан (Хикмън) Хитчънс, се запознават в Шотландия по време на военните си задължения в Кралския флот през Втората световна война. Майка му е „Рен“ (член на Женската кралска военноморска служба“), а баща му е офицер на борда на крайцера „Ямайка“, който оказва помощ в потопяването на нацисткия линеен крайцер „Шарнхорст“ в битката при Нордкап. Военноморската служба на бащата изисква от семейството да се мести на няколко пъти от база в база на разни места из Великобритания и зависимите ѝ територии, включително Малта, където в Слима е роден брат му Питър.
Майката на Хитчънс твърди, че „ако в тази страна се появи висша класа, то Кристофър ще бъде част от нея“. Тя го изпраща в Маунт Хайс Скул в Тависток, Девън, на 8 години, после отива в независимия Лейс Скул в Кеймбридж, и накрая учи в Бейлиъл Колидж, Оксфордския университет, където негов възпитател е Стивън Люкс. Преминава курсове по философия, политика и икономика. Хитчънс е идейно „грабнат“ в юношеството си от Ричардлеуелинската творба Моята зелена долина, Мрак по пладне (Артур Кьостлер), Престъпление и наказание (Фьодор Достоевски), Ричард Тауни в критиката му Религията и възходът на капитализма, както и творбите на Джордж Оруел. През 1968 г. участва в телевизионното шоу за знание Университетското предизвикателство.

### Зрели години
Работи за списания като Vanity Fair, The Atlantic, World Affairs, The Nation, Slate, Free Inquiry и други медии. Живял е във Вашингтон, САЩ. Макар да запазва британското си гражданство, през 2007 г. той става и американски гражданин.
През 2010 г. пише мемоарна книга Hitch-22, но трябва да прекъсне турнето за популяризирането на книгата след поставена диагноза рак на хранопровода..

## Идеи
Хитчънс е известен с антитеистичната си позиция, вярвайки във философските принципи на Просвещението. Най-забележителната му книга на тема религия е „бог не е велик“ (2007). Подкрепата му на войната в Ирак е причина да бъде определян като неоконсерватор, въпреки левите си убеждения като студент, което определение за себе си той отхвърля: „не съм консерватор от никакъв вид“ 
От дълго време се асоциира със социалистическото движение и мигрира от традиционното политическо ляво пространство след „блудкавата реакция“ на левите идеолози на Запад към аферата „Салман Рушди“, последвана от прегръдката на Бил Клинтън с лявото и освен това поради антивоенното движение, което е в опозиция на интервенцията в Босна и Херцеговина. Хичънс обаче отстоява позицията си в „Нешънъл“ до атаките от 9 септември 2011 г., като според него становището на списанието е преминало към това, че „Джон Ашкрофт е по-голяма заплаха от Осама бин Ладен“. Терористичните атаки имат ефекта на „вливане на нов живот“ за него, поставяйки на преден план една „война между всичко онова, което обичам, и всичко, което мразя“, и усилва близостта му с интервенционната външна политика, която се изправя пред предизвикателството на „фашизма с ислямско лице“. Неговите многобройни редакторски гледни точки в подкрепа на войната в Ирак карат някои да му поставят етикет на „неоконсерватор“, макар че Хитчънс не се определя като „консерватор по никакъв начин“, а приятелят му Иън Макюън го описва като представител на антитоталитарното ляво пространство. В интервю от 2000 г. за Би Би Си, той казва, че „все още е марксист“.
Бележит критик на религиозността и произлизащата от това антитеистичност, той твърди, че „човек би могъл да бъде атеист и да желае вярата в божествено тяло да бъде правилна“; за разлика от това, той казва: „антитеист – термин, който се опитвам да вкарам в обращение – е някой, който се е успокоил, че не съществува доказателство за подобно твърдение“. Според Хитчънс понятието Бог или върховно същество е тоталитарно по смисъл и унищожаващо личната свобода, и свободното изразяване и научният прогрес трябва да заместят религията като средство за преподаване на етика и дефиниране на човешката цивилизация.